# Tapeinosperma rubriscapum
Tapeinosperma rubriscapum är en viveväxtart som beskrevs av André Guillaumin. Tapeinosperma rubriscapum ingår i släktet Tapeinosperma och familjen viveväxter. Inga underarter finns listade i Catalogue of Life.